# Powerplay
Das Powerplay (englisch Kraftspiel) bezeichnet eine Spielkonstellation im Sport. 

## Eishockey

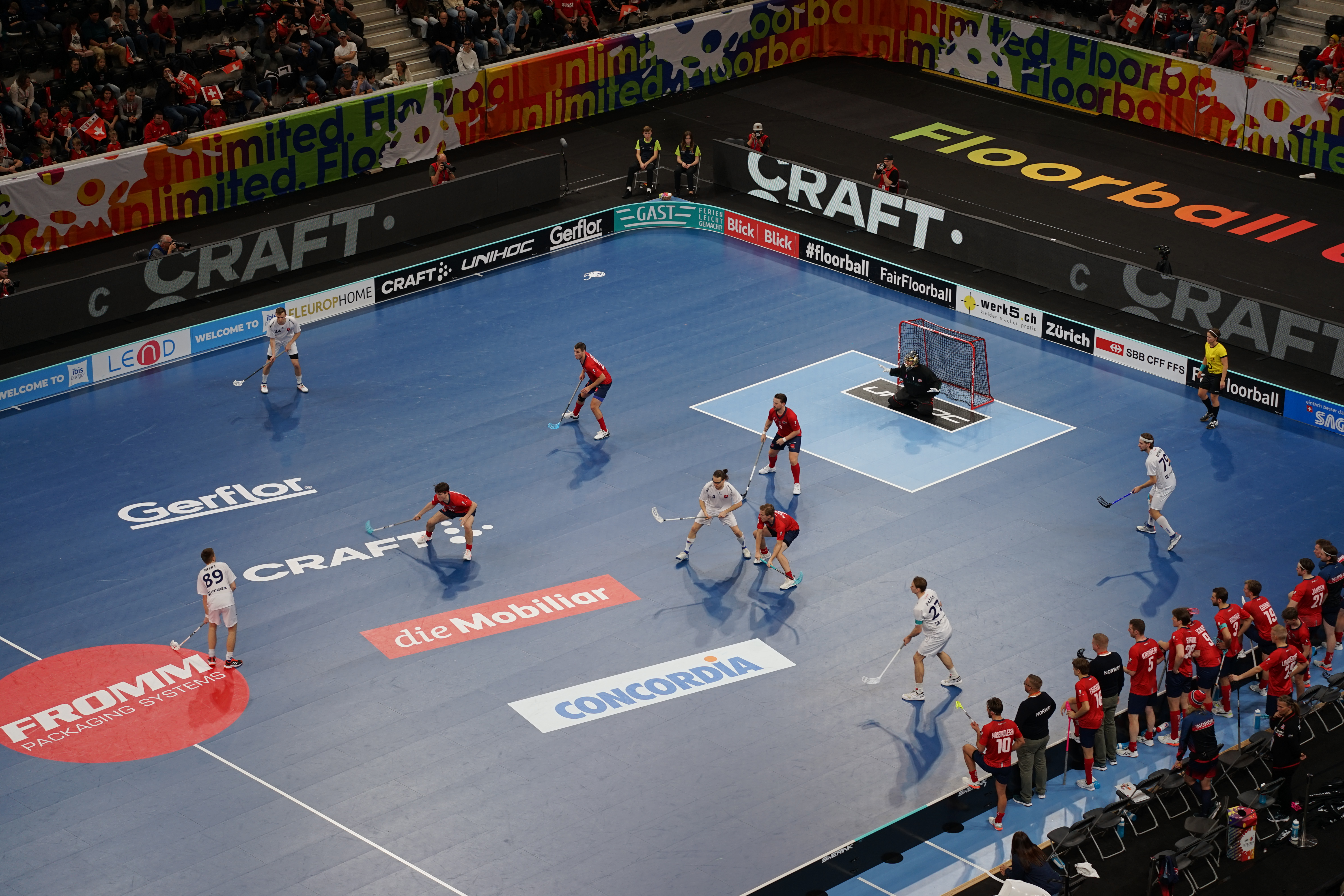
Powerplay im Unihockey: Überzahl von fünf Slowaken (weiß) gegen vier Norweger (rot) an der WM 2022

Im Eishockey und verwandten Sportarten wird mit Powerplay eine Überzahlsituation bezeichnet. Die Überzahl wird durch eine regelwidrige Handlung der gegnerischen Mannschaft verursacht, die zu einer Zeitstrafe von mindestens zwei Minuten führt, die der schuldige Spieler auf der Strafbank absitzen muss. Die Spielregeln ändern sich während des Powerplays nur minimal, so gilt für die in Unterzahl spielende Mannschaft die Icing-Regel nicht mehr. Die in einer Überzahl spielende Mannschaft kann der anderen Mannschaft höchstens mit zwei Spielern auf dem Eis überlegen sein.
Erzielt eine Mannschaft in Überzahl ein Tor, so wird dieses als Überzahl-Tor bezeichnet. Die zuerst ausgesprochene kleine Strafe oder Bankstrafe wird aufgehoben und der Spieler darf wieder am Spiel teilnehmen.

## Fußball
Beim Fußball bezeichnet Powerplay das Anstürmen einer Mannschaft unter Einbeziehung der Mittelfeld- und offensiven Abwehrspieler in der gegnerischen Spielhälfte. Voraussetzung für das Powerplay ist eine gute konditionelle Verfassung, da es sich um eine kraftaufwändige Spielweise handelt. Zudem ist das Powerplay riskant, da bei Kontern leicht Gegentore „eingefangen“ werden können. Das Powerplay ist eine vom Eishockey übernommene Bezeichnung. 

## Kanupolo
Im Kanupolo wird mit Powerplay eine durch Disziplinarkarten herbeigeführte Überzahlsituation bezeichnet. Spieler, die ihre erste (Grün) oder zweite (Gelb) Disziplinarkarte erhalten haben, dürfen schon vor Ablauf der vollen Zeitstrafe von zwei Minuten wieder ins Spiel eingreifen, wenn die Mannschaft in Überzahl ein Tor erzielt. Erhält ein Spieler die dritte Disziplinarkarte (Rot), muss die volle Strafzeit abgesessen werden, aber ein anderer Auswechselspieler darf auffüllen. Nach Erhalt der vierten Disziplinarkarte gilt kein Powerplay.